# Rhynchostegiella sachensis
Rhynchostegiella sachensis är en bladmossart som beskrevs av Hugh Neville Dixon 1930. Rhynchostegiella sachensis ingår i släktet nålmossor, och familjen Brachytheciaceae. Inga underarter finns listade i Catalogue of Life.